# 黛溪街道
黛溪街道，是中华人民共和国山東省滨州市邹平市下辖的一个乡镇级行政单位。

## 行政区划
黛溪街道下辖以下地区：
黛中社区、永安社区、东明社区、中兴社区、顺和社区、环翠社区、西范村、北范村、前城村、后城村、韦家村、滕家村、马庄村、成五村、聚和村、张高村、十里铺村、韩坊村和郭庄村。